# Johann Christoph von Bawyr
Johann Christoph von Bawyr (auch: Bawir, Baur) (* um 1598; † 11. Januar 1676) aus dem Adelsgeschlecht der Herren von Buer war pfalz-neuburgischer Hofmeister, kurpfälzischer Generalkommissar und Geheimer Rat sowie Stallmeister von Ludwig I. Fürst von Anhalt-Köthen.

## Herkunft
Johann Christophs Vater war der Rat des Herzogs von Berg, pfalz-neuburgischer Hofmeister für die Herzogin sowie Amtmann zu Windeck Christoph von Bawyr zu Caspersbroich (* 1561; † 1650); seine Mutter dessen zweite Ehefrau Elisabeth von Hammerstein (urkundl. 1594–1607). General Friedrich von Bawyr war Johann Christophs jüngerer Bruder.

## Fruchtbringende Gesellschaft
1626 trat Johann Christoph der Fruchtbringenden Gesellschaft, der mit 890 Mitgliedern größten literarischen Gruppe des Barocks, bei. Sein Beiname war Der Wärmende und seine Wappeneintrag aus dem Jahr 1629 trägt den Leitspruch Wer Gott Zum freunde hatt, was achtett der der welt? | Drumb thu (4) nuhrtt (3) Alzeitt (1) recht (2), vnd Acht nicht wems mißfelt. Seine Pflanze war die Baumwolle.

## Karriere
Die Nähe zu Fürst Ludwig I. brachte Johann Christoph zeitweilig in das Kreuzfeuer der Machtpolitik des Dreißigjährigen Krieges. Ludwig hatte 1631 vom König Gustav II. Adolf von Schweden die Statthalterschaft in den Stiften Magdeburg und Halberstadt übertragen bekommen. Johann Christoph war daraufhin unter Ludwig schwedischer Kriegskommissar und Oberhauptmann im Halberstädter Amt Gröningen geworden. Im Herbst 1633 sollte Johann Christoph auf Drängen des schwedischen Kanzlers Graf Axel Gustafsson Oxenstierna af Södermöre Fürst Ludwig zur Aufgabe des Amtes des schwedischen Statthalters der Stifte Magdeburg und Halberstadt bewegen. Aber erst 1635 ersuchte Ludwig, entnervt von den Reibereien mit dem schwedischen  Feldmarschall Johan Banér und enttäuscht über die hinter seinen Erwartungen zurückgebliebenen Erträge aus den Stiften, die schwedische Königin Christina um seine Entlassung und legte die Verwaltung der beiden Stifte nieder. Die Stifte fielen damit an ihre gewählten Landesherren zurück.
Danach wurde Johann Christoph kurpfälzischer Generalkommissar und Geheimrat am pfalz-neuburgischen Hof zu Heidelberg. Zusammen mit Mr. Frederick de Landas richtete er 1643 als Mr. John Christoff de Bawyr eine Anfrage an das britische House of Commons. Es ging um einen Passierschein to go beyond Seas für sechs Männer, sechs Pferde und einer Kutsche sowie Kisten mit Eigentum von his Highness the Prince Elector Palatine, d. h. des Pfälzischen Kurfürsten.
Nach dem Tod seines Bruders Friedrich im Jahre 1667 übernahm Johann Christoph die Vormundschaft für dessen minderjährige Kinder. Wenige Jahre danach verstarb Johann Christoph und wurde in Wald bei Solingen beigesetzt.

## Familie
Johann Christoph war zweimal verheiratet. Eine erste Ehe ging er 1630 mit Elisabeth von Wrede ein. Aus dieser Ehe stammte eine Tochter namens Sophia Elisabeth, die jedoch im Alter von zwei Jahren verstarb. Später heiratete Johann Christoph ein zweites Mal. Der Name seiner zweiten Frau ist unbekannt. Weitere Kinder scheint er nicht bekommen zu haben.